# Wołudrynci (przystanek kolejowy)
Wołudrynci (ukr. Волудринці) – przystanek kolejowy w pobliżu miejscowości Wołudrynci, w rejonie chmielnickim, w obwodzie chmielnickim, na Ukrainie. Położony jest na linii Chmielnicki – Kamieniec Podolski – Kelmieńce.